# Andrea Palazzi
Andrea Palazzi (Milano, 24 febbraio 1996) è un calciatore italiano, centrocampista della Pro Palazzolo.

## Caratteristiche tecniche
È un centrocampista centrale che solitamente gioca davanti alla difesa; paragonato a Mateo Kovačić, il giocatore ha detto di ispirarsi più al serbo Zdravko Kuzmanović, di cui apprezza i calci da fermo e i rilanci. Può comunque essere schierato anche da mediano o da mezzala.

## Carriera

### Club

#### Inizi
Nato a Milano, inizia a giocare a calcio a 4 anni. nell'Afforese, squadra del suo quartiere, Affori. A 6 anni e mezzo passa nelle giovanili dell'Inter, arrivando in Primavera nella stagione 2012-2013 e rimanendovi fino al 2015, quando vince il Torneo di Viareggio. Il 6 novembre 2014, a 18 anni, riesce ad esordire in prima squadra, nel girone di Europa League, entrando all' 83' dell'1-1 in Francia contro il Saint-Étienne, al posto di Zdravko Kuzmanović.

#### Livorno
Il 2 luglio 2015 viene girato in prestito in Serie B, al Livorno. Debutta in maglia amaranto il 16 agosto, giocando titolare nella sconfitta per 2-0 d.t.s. sul campo del Carpi, nel 3º turno di Coppa Italia. L'esordio tra i cadetti avviene invece il 18 settembre, alla terza di campionato, quando entra all' 82' di Livorno-Brescia 3-1. Termina con 12 presenze, arrivando 20º e non riuscendo quindi ad evitare la retrocessione in Lega Pro.

#### Pro Vercelli
Rimane in Serie B anche la stagione successiva, quando viene prestato alla Pro Vercelli. Fa il suo esordio il 7 agosto 2016, nel 2º turno di Coppa Italia, giocando l'intera gara interna contro la Reggiana, vinta per 3-1. La prima in campionato la disputa invece il 27 agosto, prima giornata, quando parte titolare nel pareggio per 1-1 in casa contro l'Ascoli. Segna il suo primo gol da professionista il 17 dicembre, realizzando il 3-0 al 72' nel successo casalingo per 3-1 sulla SPAL. Chiude la stagione con 32 presenze e 1 rete, arrivando al 17º posto, ottenendo la salvezza nel finale di stagione.

#### Pescara
Il 4 luglio 2017 va in prestito al Pescara, appena retrocesso in Serie B. Debutta alla prima giornata di campionato, il 27 agosto, entrando all'intervallo del successo casalingo per 5-1 sul Foggia, al posto di Mamadou Coulibaly. Il 25 novembre, durante la partita persa per 4-0 contro lo Spezia, si procura una lesione al legamento crociato anteriore e al menisco esterno del ginocchio destro, subendo così uno stop forzato di molti mesi.
Il 6 luglio 2018 il prestito viene rinnovato.

#### Monza
L'11 gennaio 2019, il giocatore termina il prestito al Pescara e fa ritorno all'Inter, per poi essere subito girato in prestito biennale con obbligo di riscatto a 2 milioni di euro al Monza.

#### Palermo
Il 5 settembre 2020 viene ceduto in prestito al Palermo, in Serie C.

#### Alessandria
Il 31 agosto 2021 viene ceduto a titolo definitivo all'Alessandria.

#### Feralpisalò
Il 21 luglio del 2022 viene ingaggiato a titolo definitivo dalla Feralpisalò, squadra militante in serie C. Non avendo esercitato l'opzione per il rinnovo, è diventato un giocatore svincolato dal 1º luglio 2023.

### Nazionale
Nel 2013, a 17 anni, inizia a giocare nelle nazionali giovanili italiane, con l'Under-17. Con quest'ultima partecipa all'Europeo di categoria di maggio in Slovacchia, dove arriva in finale, perdendo per 5-4 ai rigori contro la Russia, sbagliando l'ultimo rigore degli azzurri. Ad ottobre è di scena anche ai Mondiali di ottobre negli Emirati Arabi Uniti, dove si ferma agli ottavi di finale, persi per 2-0 contro il Messico, poi finalista perdente. In un anno ottiene 13 presenze in Under-17. Da fine 2013 a metà 2014 gioca in Under-18, disputando 6 gare amichevoli. Tra 2014 e 2015 viene convocato in Under-19, con cui gioca 6 volte, 3 delle quali nelle qualificazioni all'Europeo in Grecia. Tra 2015 e 2016, infine, disputa 9 gare in Under-20, segnando una rete.

## Statistiche

### Presenze e reti nei club
Statistiche aggiornate al 17 maggio 2025.
| Stagione        | Squadra         | Campionato      | Campionato | Campionato | Coppe nazionali | Coppe nazionali | Coppe nazionali | Coppe continentali | Coppe continentali | Coppe continentali | Altre coppe | Altre coppe | Altre coppe | Totale | Totale | Totale |
| Stagione        | Squadra         | Comp            | Pres       | Reti       | Comp            | Pres            | Reti            | Comp               | Pres               | Reti               | Comp        | Pres        | Reti        | Pres   | Reti   |        |
| --------------- | --------------- | --------------- | ---------- | ---------- | --------------- | --------------- | --------------- | ------------------ | ------------------ | ------------------ | ----------- | ----------- | ----------- | ------ | ------ | ------ |
| 2014-2015       | Inter           | A               | 0          | 0          | CI              | 0               | 0               | UEL                | 1                  | 0                  | -           | -           | -           | 1      | 0      |        |
| 2015-2016       | Livorno         | B               | 11         | 0          | CI              | 1               | 0               | -                  | -                  | -                  | -           | -           | -           | 12     | 0      |        |
| 2016-2017       | Pro Vercelli    | B               | 30         | 1          | CI              | 2               | 0               | -                  | -                  | -                  | -           | -           | -           | 32     | 1      |        |
| 2017-2018       | Pescara         | B               | 9          | 0          | CI              | 0               | 0               | -                  | -                  | -                  | -           | -           | -           | 9      | 0      |        |
| 2018-gen. 2019  | Pescara         | B               | 4          | 0          | CI              | 2               | 0               | -                  | -                  | -                  | -           | -           | -           | 6      | 0      |        |
| Totale Pescara  | Totale Pescara  | Totale Pescara  | 13         | 0          |                 | 2               | 0               |                    | -                  | -                  |             | -           | -           | 15     | 0      |        |
| gen.-giu. 2019  | Monza           | C               | 14+3       | 3          | CI+CI-C         | 0+6             | 0               | -                  | -                  | -                  | -           | -           | -           | 23     | 3      |        |
| 2019-2020       | Monza           | C               | 5          | 1          | CI+CI-C         | 1+1             | 0               | -                  | -                  | -                  | -           | -           | -           | 7      | 1      |        |
| Totale Monza    | Totale Monza    | Totale Monza    | 19+3       | 4          |                 | 8               | 0               |                    | -                  | -                  |             | -           | -           | 30     | 4      |        |
| 2020-2021       | Palermo         | C               | 24         | 0          | -               | -               | -               | -                  | -                  | -                  | -           | -           | -           | 24     | 0      |        |
| 2021-2022       | Alessandria     | B               | 6          | 0          | CI              | 0               | 0               | -                  | -                  | -                  | -           | -           | -           | 6      | 0      |        |
| 2022-2023       | Feralpisalò     | C               | 22         | 0          | CI-C            | 0               | 0               | -                  | -                  | -                  | SC-C        | 2           | 0           | 24     | 0      |        |
| 2023-2024       | Pro Sesto       | C               | 20         | 0          | CI-C            | 1               | 0               | -                  | -                  | -                  | -           | -           | -           | 21     | 0      |        |
| 2024-2025       | Pro Patria      | C               | 18         | 0          | CI-C            | 2               | 0               | -                  | -                  | -                  | -           | -           | -           | 20     | 0      |        |
| Totale carriera | Totale carriera | Totale carriera | 163+3      | 5          |                 | 16              | 0               |                    | 1                  | 0                  |             | 2           | 0           | 185    | 5      |        |

## Palmarès

### Club

#### Competizioni giovanili
- Torneo di Viareggio: 1

Inter: 2015

#### Competizioni nazionali
- Serie C: 2

Monza: 2019-2020 (Girone A)
Feralpisalò: 2022-2023 (Girone A)

### Nazionale
- Torneo Quattro Nazioni: 1

2015-2016